# Ашлык
Ашлык — река в России, протекает в Тюменской области. Устье реки находится в 43 км по левому берегу реки Вагай. Длина реки составляет 221 км. Площадь водосборного бассейна — 3240 км².
Берёт начало из озера Малое Оськино на высоте 74,0 м над уровнем моря.

## Притоки
- 103 км: река Минга
- 110 км: река Копь[исп.]
- 180 км: река Арахтей

## Данные водного реестра
По данным государственного водного реестра России относится к Иртышскому бассейновому округу, водохозяйственный участок реки — Иртыш от впадения реки Ишим до впадения реки Тобол, речной подбассейн реки — бассейны притоков Иртыша от Ишима до Тобола. Речной бассейн реки — Иртыш.
Код объекта в государственном водном реестре — 14010400112115300012878.